# Nogent-sur-Marne
Nogent-sur-Marne este un oraș în Franța, sub-prefectură a departamentului Val-de-Marne, în regiunea Île-de-France, la sud-est de Paris.